# Sergei Kurzanov
Sergei Mikhailovich Kurzanov (russo:  Сергей Михайлович Курзанов, nascido em 1947) é um paleontólogo russo (ex-soviético) do Instituto Paleontológico da Academia Russa de Ciências. Ele é conhecido principalmente por seu trabalho na Mongólia e nas ex-repúblicas soviéticas da Ásia Central, onde participou de cerca de vinte expedições. Em 1976, ele anunciou a descoberta do tiranossaurídeo Alioramus. Em 1981, ele anunciou a descoberta do oviraptorossauriano Avimimus.
Em 1998, uma espécie de dinossauro iguanodonte da Mongólia foi nomeada Altirhinus kurzanovi em sua homenagem.

## Publicações
- Barsbold, Rinchen; Halszka Osmólska; Sergei M. Kurzanov (1987). «"On a new troodontid (Dinosauria, Theropoda) from the Early Cretaceous of Mongolia."». Acta Palaeontologica Polonica (em inglês). 32 (1-2)
- Mikhailov, Konstantin E.; Sergei  M. Kurzanov (1989). «Eggs and nests from the Cretaceous of Mongolia». In:  David D. Gillette; Martin G. Lockley. Dinosaur Tracks and Traces. Cambridge, Reino Unido: Cambridge University Press. ISBN 978-0521363549